# Max Staples
Max Staples (ur. 27 lipca 1994) – australijski siatkarz, reprezentant Australii, grający na pozycji przyjmującego. 

## Sukcesy klubowe
Liga belgijska:
- 2016

Liga holenderska:
- 2017

Liga fińska:
- 2018

Puchar Czech:
- 2019[4]

Liga czeska:
- 2019[5]

Liga południowokoreańska:
- 2025[6]

## Sukcesy reprezentacyjne
Mistrzostwa Azji:
- 2019